# Barry Gibb
Sir Barry Gibb, celým jménem Barry Alan Crompton Gibb CBE (* 1. září 1946 Douglas, Velká Británie) je britský zpěvák, kytarista, skladatel, producent, člen skupiny Bee Gees.

## Sólová diskografie
- Now Voyager (1984)
- In the Now (2016)
- Greenfields (2021)